# Peter Langejohann
Peter Langejohann, auch Lange genannt († 31. August 1475 in Wismar) war Bürgermeister der Hansestadt Wismar.

## Leben
Peter Langejohann war nach einer von Krause geäußerten Vermutung von einfacher Herkunft und mit Meideborg Meyer verheiratet, einer Tochter des 1420 verstorbenen Wismarer Bürgermeisters Hermann Meyer. 1437 wurde er in Wismar Ratsherr und 1451 einer der Bürgermeister der Stadt, bald dauernd wortführender Bürgermeister Wismars.
Er verfeindete sich mit dem Herzog Heinrich IV. von Mecklenburg nicht zuletzt durch die gewalttätige Einnahme des Schlosses Barnekow, von wo aus die Stadt angegriffen worden war. Die Auseinandersetzungen mit dem Herzog wurden durch König Christian I. von Dänemark und unter Vermittlung Hamburgs 1462 in Lübeck geschlichtet. Wismar wurde jedoch von Heinrich auf den Landwegen und auf der Ostsee von Christian I. blockiert und die Wismarer Kaufleute aus Schonen vom damals sehr bedeutsamen Heringshandel, der in den dortigen Vitten und auf der Schonischen Messe auf Skanör und Falsterbo stattfand, ausgeschossen. Dadurch geriet Langejohann in Wismar unter Druck. Teile des Rats und der Bürgerschaft nutzten die wirtschaftlichen Einbußen der Stadt, den Bürgermeister am 13. Dezember 1463 zur Abdankung zu zwingen. Gegen ihm gemachte Zusagen, sollte er doch anklagt werden und er wurde bei seiner Flucht verhaftet. Das gleiche Schicksal erlitt sein Sohn, der Geistliche Magister Johann Langejohann; auch er wurde festgenommen und kam erst nach einigen Jahren aus der Haft. Dies führte zu Verhandlungen der wendischen Städte, des Herzogs Heinrich, des Markgrafen von Brandenburg und endlich zum Einschreiten Christians von Dänemark, der durch die Unterwerfung Holsteins nach dem Vertrag von Ripen freie Hand bekommen hatte. Durch eine erneute Ausweisung der Wismaraner aus Schonen erzwang er die Annahme eine Sühnetermins seitens der Stadt Wismar, in welchem unter dem Vorsitz des widerwilligen Herzogs die Städte Lübeck, vertreten durch den Bürgermeister Heinrich von Stiten und den Ratssyndicus Johannes Osthusen, Hamburg und Rostock am 21. Juni 1467 den Schiedsspruch fällten, wonach Langejohann wieder als Bürgermeister in Wismar eingesetzt wurde.
Auch seinem Sohn Johann Langejohann wurde durch den Schiedsspruch der Städte Genüge getan. Dieser erhob jedoch später noch Schadensersatzansprüche an das Ratzeburger Domkapitel, stritt sich auch mit Johann Wartberg um die Propstei von Ratzeburg und wurde spätestens 1478 Dekan des Schweriner Domkapitels und 1488 Mitglied des Lübecker Domkapitels. Er lebte noch 1502 und starb vor 1505.